# Liste des maires de Bry-sur-Marne
La liste des maires de Bry-sur-Marne présente la liste des maires de la commune française de Bry-sur-Marne, située dans le département du Val-de-Marne en région Île-de-France.

## Liste des maires

### Entre 1790 et 1944
| Période                                  | Période | Identité                        | Étiquette          | Qualité |
| ---------------------------------------- | ------- | ------------------------------- | ------------------ | --- |
| Les données manquantes sont à compléter. |         |                                 |                    | |
| 1792                                     | 1800    | Louis Alexandre Mentienne       |                    | Premier maire de la municipalité fondée en 1790 |
| 1800                                     | 1813    | Pierre Nicolas Bonval           |                    | Aubergiste |
| 1813                                     | 1826    | Jean Pierre Abraham Lewziski    |                    | médecin |
| 1826                                     | 1837    | Léonard George                  |                    | |
| 1837                                     | 1842    | Jean Baptiste Louis Lebeuf      |                    | Entrepreneur |
| 1843                                     | 1855    | Armand Louis Mentienne          |                    | Entrepreneur de travaux publics et privés. Issu d'une ancienne famille de Noisy-le-Grand dont un membre vint se fixer à Bry en 1662                                 |
| 1855                                     | 1867    | Paul Jules Achille Peigné       |                    | Marchand de vin en gros |
| 1868                                     | 1881    | Adrien Mentienne                | Parti conservateur | Historien et archéologue Vice-Président du Conseil d'administration des Tramways Nogentais                                                                          |
| 1881                                     | 1883    | Charles Louis Auguste Battelier |                    | Mort en fonction |
| 1883                                     | 1884    | François Gilbert Giroud         |                    | |
| 1884                                     | 1892    | Jean Philippe Eberlin           |                    | Lithographe, commis banquier, fabricant batteur d'or, commandant du bataillon 92 de la Garde Nationale, rentier, conseiller d'arrondissement du canton de Charenton |
| 1892                                     | 1896    | Jean Baptiste Henri Ariès       |                    | |
| 1896                                     | 1904    | Eugène Alexandre Duhamel        |                    | |
| 1904                                     | 1908    | Jules Fay-Lacroix               |                    | avocat à Paris |
| 1908                                     | 1909    | Xavier Pathenay                 |                    | |
| 1909                                     | 1911    | Louis Ferber                    | Radical Socialiste | Industriel |
| 1911                                     | 1912    | Gabriel Bougros                 |                    | Cadre juridique |
| 1912                                     | 1925    | Louis Ferber                    | Radical Socialiste | |
| 1925                                     | 1929    | Jules Victor Berrière           |                    | |
| 1929                                     | 1930    | Henri Cahn                      |                    | Mort en fonction |
| 1930                                     | 1944    | Paul Désiré Barilliet           |                    | Cultivateur.Mort en fonctions. Était déjà adjoint sous le Maire précédent                                                                                           |

### Depuis 1944
Depuis la Libération de la France, sept maires se sont succédé à la tête de la commune.
| Période      | Période      | Identité                     | Étiquette       | Qualité |
| ------------ | ------------ | ---------------------------- | --------------- | --- |
| août 1944    | mai 1945     | Paul Gilles Charles Leprêtre |                 | |
| mai 1945     | 1953         | Edmond Maurice Petit         | RPF             | Marchand d'articles de sport Était capitaine dans les Forces françaises libres |
| 1953         | 1965         | Paul Désiré Barilliet        | UNR             | |
| 1965         | mars 1989    | Étienne Audfray              | CD puis UDF-CDS | Artiste sculpteur Conseiller général de Bry-sur-Marne (1982 → 1994) |
| mars 1989    | mars 2000    | Jacques Lasne                | RPR             | Conseiller général de Bry-sur-Marne (1994 → 2001) Démissionnaire |
| mars 2000    | juillet 2020 | Jean-Pierre Spilbauer        | UMP puis DVD    | Vétérinaire, premier adjoint (1995 → 2000) Conseiller régional d'Île-de-France (2010 → 2015) Vice-président de l'EPT Paris-Est Marne et Bois (2016 → 2020) Maire par intérim d'août à décembre 1996 Réélu pour le mandat 2014-2020, |
| juillet 2020 | En cours     | Charles Aslangul             | LR              | Avocat Vice-président de l'EPT Paris-Est Marne et Bois Conseiller métropolitain Grand Paris (2020 → ) |

## Pour approfondir